# Isajky
Isajky (ukr. Ісайки) – wieś na Ukrainie, w obwodzie kijowskim, w rejonie obuchowski. W 2001 liczyła 1211 mieszkańców, wśród których 1204 jako ojczysty język wskazało ukraiński, a 7 rosyjski.

## Urodzeni
- Piotr Soprunienko